# ماکسیم لمان
ماکسیم لمان (فرانسوی: Maxime Lehmann‎; ۱۷ دسامبر ۱۹۰۶ – ۲۴ آوریل ۲۰۰۹) بازیکن فوتبال اهل سوئیس بود.
از باشگاه‌هایی که در آن بازی کرده‌است می‌توان به باشگاه فوتبال بازل و باشگاه فوتبال سوشو اشاره کرد.
وی همچنین در تیم ملی فوتبال فرانسه بازی کرده‌است.